# Lee Jung-seob

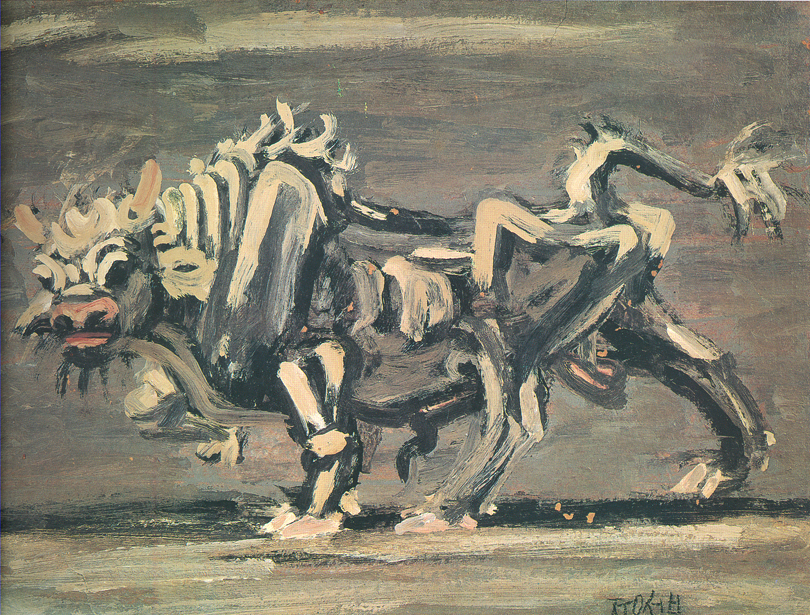
White Ox (1954)

Lee Jung-seob —en hangul 이중섭— (la provincia P'yŏngan del Sur, 10 de abril de 1916 – Seúl, 6 de septiembre de 1956) fue un pintor coreano. Se considera que con él comienza el expresionismo a la manera coreana, además fue un precursor del arte moderno coreano. Sus obras representan los paisajes rurales coreanos durante la Ocupación japonesa de Corea.

## Biografía

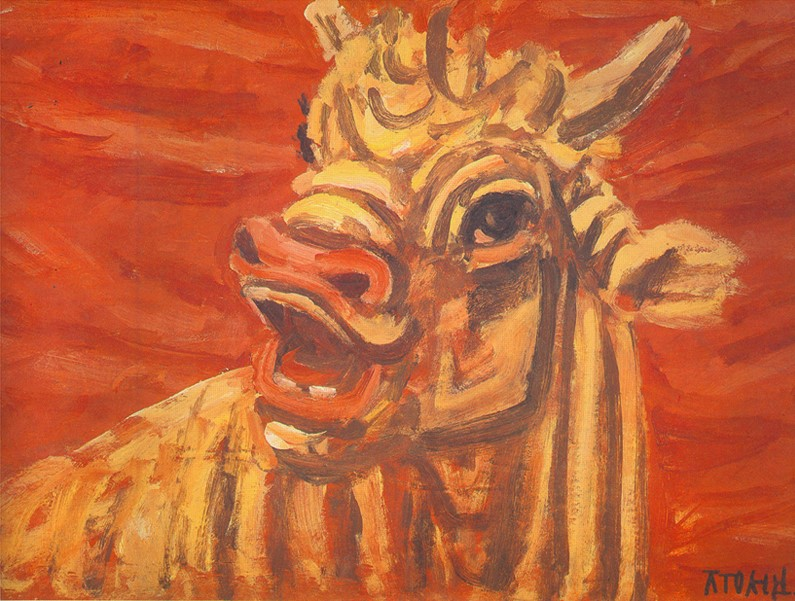
El toro (1950s).

Nació en 1916. Luego, su familia se trasladó a Pionyang a la casa de su familia materna, debido a la muerte de su padre. Dice que era rico gracias a los comercios de su abuelo.
Era un estudiante en la escuela de Osan, y ahí  fue donde conoció al profesor de arte, “Lim Yongryeon” quien había estudiado en la universidad Yale y también había trabajado en París. Su enseñanza impresionaba a Lee principalmente. La escuela de Osan conservaba la fama de brindar educación contra el impresionismo japonés y fue allí donde presentó su obra del toro. El toro coreano, el alfabeto hangul y unos símbolos se consideran las imágenes de Corea pues la autoridad japonesa forzaba la prohibición de las representaciones de los toros. El toro era su tema principal continuamente.
Estudiaba las pinturas occidentales en la universidad Teikoku de arte desde 1932, pero luego se trasladó de su escuela a Bunka Gakuin (Japanese: 文化學院) donde Lee fue fascinado por el  vanguardismo, mostrando su interés en el fovismo. Adicionalmente, Lee se reunió con una mujer, Yamamoto Masako (japonés: 山本方子, coreano: 이남덕) quien sería su esposa en el futuro.
Se graduó de Bunka Gakuin en 1940 en la época final de la Segunda Guerra Mundial, y se casó con Masako; para luego regresar a Wonsan, el puerto más grande al noreste de Corea. Su primer hijo nació pero murió a causa de la difteria en 1946. En ese momento, Lee preparaba una exhibición pero al saber la noticia quedó muy impresionado. Su gran sufrimiento quedó plasmado en su obra "A Child Flies with a White Star" que Lee expuso en la exhibición para celebrar la independencia de Corea en Pionyang en 1947.
Después del estallido de la guerra de Corea, Lee no pudo asentarse en un lugar específico, así que se desplazó al sur de Corea. Se estableció en Busan con su primer hijo, Taehyun que nació en 1947, y su segundo hijo, Taeseong quien nació en 1949. No obstante, debido a la intimidación de la guerra, se refugió en Seogwipo, al sur de la isla Jeju en 1951. Después, su esposa Masako, decidió regresar a Japón con sus dos hijos por la dificultad económica que esto representó, para ello viajaron en un barco destinado a los japoneses para regresar a Tokio. Luego Lee no podía encontrar a su familia, sin embargo en 1953 se pudo reunir con ellos en una reunión realizada en Tokio.
Se mudó a la capital, abriendo una sola exhibición en la galería Midopa en el año 1955 con el apoyo de sus amigos y otras personas. Lee empezó a sufrir Esquizofrenia a causa de la gran nostalgia por su familia y su pobreza. En su soledad, se entregaba a la embriaguez y murió de hepatitis en 1956.
Su estilo fue bajo, pero con gran influencia del fovismo con sus temas característicos e indígenas, por lo que se considera él llevaba un gran desarrollo a la introducción de las obras occidentales en Corea. Como padecía una gran pobreza durante la guerra, no pudo comprar un lienzo, por ello pintaba sus obras encima de latas de tabaco para usar una lenza. Su obra, “Ox” (황소) se expone en el Museo de Arte Moderno de Nueva York.

## Conmemoración
Seogwipo, una ciudad de la isla Jeju tiene una calle que lleva su nombre, donde le hacen una conmemoración a Lee Jung Seob cada septiembre. A fin de celebrar sus pasos en la fama, la galería dedicada a Lee fue construida en el centro de la calle de Lee Jung-seob en 1997 y finalmente terminó su construcción en 2002. Este museo incluye su casa durante la guerra con su manera restablecida. En 2016, el gobierno surcoreano publicó unos sellos especiales dedicados al centenario de su nacimiento.

## Obras
Lee ha producido muchas obras durante su vida. Sus obras representan los paisajes coreanos y la memoria a su familia a pesar del gran sufrimiento privado y social. Como era muy difícil ganar un lienzo propio, Lee solamente tenía un papel de embalaje y usaba lenza a fin de representar la pesca con su hijo en su momento final. Actualmente, sus obras conservaban unos temas de la familia o la memoria con su primer hijo, que se describe el momento más feliz para Lee y su familia según su esposa. A pesar de su enfermedad, Lee continuaba con su obra en su habitación: su pieza terminada, lleva el nombre de  "River of No Return" con un motivo por la película de Marilyn Monroe.
- "White Ox" - 흰 소, 1954
- "Fighting Ox" - 싸우는 소
- "Fish and the Kids" - 물고기와 아이들, 1950
- "The Family and the Dove" - 가족과 비둘기, 1956